# Сребробрюшки
Сребробрюшки, или лиогнаты (лат. Leiognathus), — род лучепёрых рыб семейства сребробрюшковых (Leiognathidae) отряда окунеобразных. Распространены в Индо-Тихоокеанской области.

## Описание
Тело высокое, сильно сжато с боков, покрыто мелкой циклоидной чешуёй, за исключением груди и области позади головы. Голова без чешуи. Рот маленький, сильно выдвижной; при открытии вытягивается вперёд или вниз. При закрытом рте нижняя челюсть располагается под углом от 40° до 70° к продольной оси тела. Зубы мелкие и слабые, нет клыковидных зубов. В спинном плавнике 8 жёстких лучей, первый луч очень маленький; и 16—17 мягких лучей. В анальном плавнике три колючих и 14 мягких лучей. Грудные и брюшные плавники короткие. Хвостовой плавник вильчатый. Тело серебристого цвета с тёмными отметинами в верхней половине; форма и расположение отметин служит одним из диагностических видовых признаков.

## Классификация
В составе рода выделяют от 7 до 13 видов:
- Leiognathus aureus Abe & Haneda, 1972
- Leiognathus berbis (Valenciennes, 1835) — Берберийский лиогнат, или берберийская сребробрюшка
- Leiognathus brevirostris (Valenciennes, 1835) — Короткорылый лиогнат
- Leiognathus equulus (Forsskål, 1775) — Большая сребробрюшка, или обыкновенный лиогнат
- Leiognathus lineolatus (Valenciennes, 1835) — Линейчатая сребробрюшка
- Leiognathus longispinis (Valenciennes, 1835)
- Leiognathus oblongus (Valenciennes, 1835)
- Leiognathus parviceps (Valenciennes, 1835)
- Leiognathus robustus Sparks & Dunlap, 2004
- Leiognathus striatus P. S. B. R. James & Badrudeen, 1991